# 牧田英二
牧田 英二（まきた えいじ、1937年1月24日 - ）は、日本の中国文学者・中国語学者。早稲田大学名誉教授。大阪市生まれ。大阪外国語大学卒、東京都立大学大学院修士課程修了、早稲田大学語学教育研究所教授、2008年定年、早稲田大学名誉教授。1990年代にNHKラジオ中国語講座の講師を担当。

## 著書
- 『中国辺境の文学 少数民族の作家と作品』同学社 1989年

### 共編著
- 『新選中国現代文』楊立明共編著 同学社 1993年
- 『デイリーコンサイス中日辞典』杉本達夫、古屋昭弘共編　三省堂 1998年
- 『デイリーコンサイス中日・日中辞典』杉本達夫、古屋昭弘共編 三省堂 1999年
- 『例文中心初級中国語』新編 楊立明共著 同学社 2000年
- 『デイリーコンサイス日中辞典』杉本達夫、古屋昭弘共編 三省堂 2005年
- 『留学生的心声』楊立明共編著 同学社 2005年
- 『クラウン日中辞典』杉本達夫共編 三省堂 2010年

### 翻訳
- 『義和団民話集』加藤千代共編訳 平凡社東洋文庫（中国の口承文芸） 1973年
- 馮玉祥『我が義弟・蔣介石 その虚像と実像』長崎出版 1976年
- 王蒙『現代中国文学選集 1 淡い灰色の瞳・他』市川宏共訳 徳間書店 1987年
- ザシダワ、色波『風馬の耀き 新しいチベット文学』（発見と冒険の中国文学） JICC出版局 1991年
- ウロルト『琥珀色のかがり火』（新しい中国文学） 早稲田大学出版部 1993年